# Конде, Оскар
О́скар Ива́н Конде́ Чу́рио (исп. Óscar Iván Conde Chourio; род. 6 июня 2002, Маракай) — венесуэльский футболист, защитник клуба «Академия Пуэрто Кабельо» и сборной Венесуэлы.

## Клубная карьера
Конде — воспитанник клуба «Академия Пуэрто Кабельо». 2 сентября 2018 года в матче против «Минерос Гуаяна» он дебютировал в венесуэльской Примере. 28 октября 2020 года в поединке против «Карабобо» Оскар забил свой первый гол за «Академия Пуэрто Кабелья».

## Международная карьера
В 2019 году Конде в составе юношеской сборной Венесуэлы принял участие в юношеском чемпионате Южной Америки в Перу. На турнире он сыграл в матчах против сборных Эквадора, Боливии, Перу и Чили.
17 ноября 2020 года в отборочном матче чемпионата мира 2022 против сборной Чили Конде дебютировал за сборную Венесуэлы.